# Лебедёвка (Жлобинский район)
Лебедёвка (бел. Лебядзёўка) — деревня в Лукском сельсовете Жлобинского района Гомельской области Беларуси.

## География
Расположена в 3 км к северу от районного центра и железнодорожной станции Жлобин (на линии Бобруйск — Гомель), на автомобильной дороге Бобруйск — Гомель в 106 км от Гомеля.
На севере озеро Лебедёвка, на восточной окраине река Днепр.

## История
По письменным источникам известна с XVIII века как деревня в Рогачёвском уезде Могилёвской губернии. Граф Чернышов-Кругликов владел в Жлобине и в деревне Лебедёвка в 1874 году 1319 десятинами земли, 2 трактирами и паромом. С 1880 года действовал хлебозапасный магазин. Согласно переписи 1897 года находились школа грамоты, хлебозапасный магазин, питейный дом, в Луковской волости. Рядом был одноимённый фольварк. В 1909 году 578 десятин земли, в фольварке 343 десятины земли.
В 1922 году на базе фольварка был создан посёлок Новый Мир (в настоящее время не существует). В 1923 году в наёмном доме открыта школа. В 1935 году организован колхоз. Во время Великой Отечественной войны в июле 1941 года и июне 1944 года оккупанты полностью сожгли деревню и убили 37 жителей. 16 жителей погибли на фронте. Рядом с деревней, недалеко от Днепра, в начале 1950-х годов построен Жлобинский канатный завод. В 1966 году к деревне присоединён посёлок Ленино. В составе подсобного хозяйства районного производственного объединения «Сельхозхимия» (центр — деревня Луки).
Застройка деревянная и кирпичная, усадебного типа. Имеются отделение связи, начальная школа, фельдшерско-акушерский пункт.
25 января 2015 года в состав Жлобина включены земли деревни Лебедевка Лукского сельсовета Жлобинского района.

## Население
- 1816 год — 48 дворов.
- 1897 год — 66 дворов, 481 житель (согласно переписи).
- 1909 год — 78 дворов, 546 жителей; в фольварке 7 жителей.
- 1925 год — 103 двора.
- 1940 год — 181 двор, 697 жителей.
- 1959 год — 688 жителей (согласно переписи).
- 2004 год — 360 хозяйств, 976 жителей.